# Titanic Blinky
Titanic Blinky è un videogioco a piattaforme pubblicato nel 1991-1992 per gli home computer Amiga, Amstrad CPC, Atari ST, Commodore 64 e ZX Spectrum dalla Zeppelin Games, nella fascia di prezzo medio-bassa. Il protagonista è un fantasma in stile cartone animato, con il tipico aspetto da lenzuolo bianco e un perenne sorriso, e l'ambientazione è una versione surreale della nave RMS Titanic rimessa in funzione. Il gioco venne a volte considerato un concorrente di Dizzy; una delle principali differenze è che qui il fantasma può sparare.
Titanic Blinky è il seguito di Blinky's Scary School (1990), uscito all'incirca per gli stessi computer (più l'Atari 8-bit, meno l'Amstrad CPC). Un ulteriore seguito a tema Western, forse con il titolo Blinky in America, venne annunciato almeno per ZX Spectrum, ma non è mai stato realizzato.

## Trama
Il fantasma Blinky, in questo seguito, fa la parte di un agente segreto. Arthur J. Hackensack, un miliardario assetato di potere, ha rapito uno scienziato e l'ha costretto a creare un'arma che trasforma interi luoghi in oggetti assurdi. Ha anche riportato alla luce il Titanic, che usa come base. Blinky viene paracadutato sulla nave, armato di un fucile ectoplasmatico, e deve esplorarla e affrontare le creature che la popolano, fino allo scontro finale con Hackensack.

## Modalità di gioco
Il giocatore controlla Blinky sulla nave, un ambiente bidimensionale a piattaforme con visuale di profilo, formato da molte schermate. Si passa di scatto da una schermata all'altra quando si fuoriesce dai quattro lati. Le azioni possibili sono camminare in orizzontale, saltare in modo direzionabile, e sparare in orizzontale con munizioni illimitate.
Si incontrano diversi tipi di creature nemiche, come lumache e mosche giganti, che si muovono secondo schemi regolari a terra o in volo. Non tutte si possono eliminare sparando, e comunque tendono a ricomparire quando si rientra in una schermata già visitata. Si dispone di una barra dell'energia vitale, che cala al contatto con i nemici, e di diverse vite.
Per raggiungere gli obiettivi, sui quali il manuale del gioco non dice praticamente nulla, occorre esplorare la nave e risolvere alcuni rompicapo abbastanza semplici.
Nella prima parte ci si trova sui ponti esterni della nave e si devono colpire numerosi gusci di lumaca sparsi in giro, dai quali può fuoriuscire una nota musicale da raccogliere oppure una bomba che esplode un istante dopo e va evitata. Grazie alle note sarà possibile aprire un accesso verso un'attrezzatura subacquea, con la quale tuffarsi in mare e affrontare una sezione a nuoto sotto lo scafo. Rientrati nella nave, tramite un rompicapo di specchi si sfrutta il raggio dell'arma di Hackensack, che in molte versioni modifica anche l'aspetto di Blinky, per poter accedere a ulteriori zone e infine al boss.